# Jan Drda

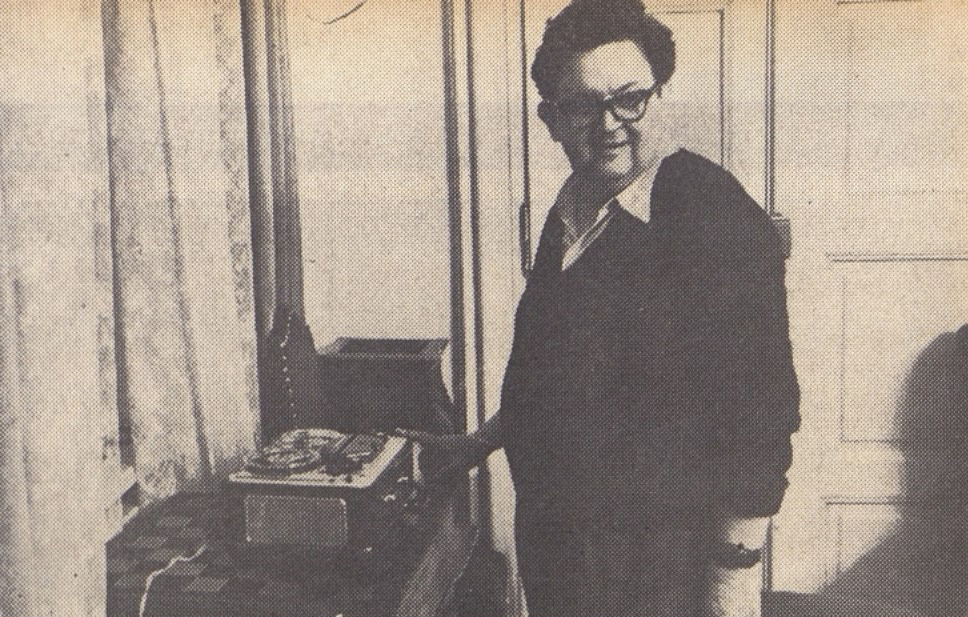
Jan Drda w 1969 roku

Jan Drda (ur. 4 kwietnia 1915 w Przybramie, zm. 28 listopada 1970 w Dobříšy) – czeski dziennikarz, prozaik i dramaturg.

## Życiorys
Pochodził z rodziny robotniczej i był komunistą. Uczestniczył w czechosłowackim ruchu oporu w latach Protektoratu, a następnie w powstaniu praskim w roku 1945. Zaliczany do tzw. młodego pokolenia pisarzy czeskich, gdyż działalność literacką rozpoczął dopiero w okresie II wojny światowej.
W 1921 roku stracił matkę, ojciec rozpił się, dlatego był wychowywany przez dziadków. Miał zostać blacharzem, lecz babka zdecydowała o posłaniu go do gimnazjum, gdzie zdał maturę w 1934. Później, w latach 1934–1938 studiował filologię klasyczną i slawistykę na Uniwersytecie Karola w Pradze, studiów jednak nie ukończył. Publikował już w 1932 w „Studentském časopise”. Podczas studiów był redaktorem uniwersyteckiej gazety „Rozbor”.
Od 1937 roku związał się z czasopismem „Lidové noviny”, będąc redaktorem działu kulturalnego, publikując reportaże, felietony i skecze, a w latach 1948–1952 pełniąc funkcję redaktora naczelnego. Znacząca była jego współpraca z filmem – był autorem wielu scenariuszy.
Od 1945 roku członek Komunistycznej Partii Czechosłowacji, w latach 1949–56 prezes Związku Pisarzy Czechosłowackich, a w latach 1948–1960 – poseł. Należał do grupy organizatorów nacisku komunistycznego i był odpowiedzialny za usunięcie twórców niekomunistycznych (zwłaszcza katolickich) ze Związku Pisarzy i represje wobec nich. W tym okresie kilkakrotnie podróżował, m.in. po Ameryce Południowej. W roku 1953 otrzymał państwową nagrodę literacką pierwszego stopnia w dziale prozy artystycznej za zbiór opowiadań Krásná Tortiza.
W roku 1968 otwarcie sprzeciwił się interwencji wojsk Układu Warszawskiego w Czechosłowacji, za co został odwołany z funkcji redaktora naczelnego tygodnika „Svět práce”. Wtedy też przeszedł na emeryturę i dwa lata później zginął w wypadku samochodowym w Dobříšy i tam został pochowany.
W 1940 roku ożenił się z Emílią Novákovą i miał z nią pięcioro dzieci.
Szerzej znany dzięki opowiadaniom ze zbioru pt. Milcząca barykada, poświęconym czeskiemu ruchowi sprzeciwu i oporu w latach okupacji hitlerowskiej, a w Polsce – głównie dzięki komediowym baśniom scenicznym Igraszki z diabłem i Zapomniany diabeł. Charakterystyczną cechą jego twórczości było łączenie ludowych motywów baśniowych i postaci realnych.
Na język polski tłumaczyli go Jadwiga Bułakowska, Stefan Dębski, Helena Gruszczyńska-Dębska, Zdzisław Hierowski, Jarosław Kirilenko, Jan Stachowski i Józef Waczków.

## Upamiętnienie
W 1990 roku biblioteka w Příbramie, jego rodzinnym mieście, została nazwana jego imieniem.

## Twórczość

### Proza
- Miasteczko na dłoni (Městečko na dlani, 1940; wyd. pol. 1947)
- Woda życia (Živá voda, 1942)
- Wędrówki Piotra Arcyłgarza (Putování Petra Sedmilháře, 1943; wyd. pol. 1963)
- Svět viděný zpomaloučka, 1943
- Listy z Norimberka, 1946
- Milcząca barykada (Němá barikáda, 1946; wyd. pol. 1947)
- Kuřák dýmky, 1948
- Krásná Tortiza, 1952
- Dětství soudruha Stalina, 1953
- Jednou v máji, 1958
- Bajki czeskie (České pohádky, 1959)
- Posvícení v Tramtárii (3 pohádky), 1972
- W gospodzie u wodnika (Hastrmani, 1973)
- České lidové hádanky v podání Jana Drdy: pro čtenáře od 6 let, 1984
- Nedaleko Rukapáně, 1989
- Milostenky nemilostivé, 1995

### Dramat
- Magdalenka, 1941
- Jakož i my odpouštíme, 1941
- Romance o Oldřichu a Boženě, 1953
- Igraszki z diabłem (Hrátky s čertem, 1946; wyd. pol. 1949)
- Zapomniany diabeł (Dalskabáty, hříšná ves aneb Zapomenutý čert, 1960)
- Jsou živí, zpívají, 1961